# François Bourdoncle
François Bourdoncle est le cofondateur d'Exalead, aujourd'hui filiale de Dassault Systèmes. Il est actuellement président de FB&Cie.

## Formation
Ancien élève de l'École polytechnique (promotion 1984), puis de l'École des mines de Paris, ingénieur au Corps des mines, il obtient en 1992 un doctorat en informatique de l'École polytechnique sur la Sémantique des langages impératifs d'ordre supérieur et interprétation abstraite, sous la direction de Patrick Cousot.

## Carrière
Il est ensuite chercheur au Centre de mathématiques appliquées de l'École des mines de Paris, ainsi qu'au centre de recherche de Paris de Digital Equipment Corporation, alors dirigé par Patrick Colas-Baudelaire et Henri Gouraud, où il rencontre Louis Monier. En 1993, il part un an au Digital Systems Research Center, centre de recherche de Digital Equipment Corporation à Palo Alto, où il travaille en tant que chercheur. Nommé maître de recherche à l'École des mines en 1994, il est nommé aux fonctions administratives de directeur-adjoint des recherches de l'École. Bourdoncle fut aussi enseignant à temps partiel à l'École polytechnique de 1989 à 2003, et à l'École normale supérieure de 2003 à 2006.
En 1997, au cours d’un voyage aux États-Unis, il retrouve Louis Monier alors devenu directeur technique de AltaVista. Il parle à Louis Monier du problème du classement en temps réel des réponses à une requête d’un internaute. Louis Monier trouvant l'idée intéressante, François Bourdoncle rentre alors en France, s’attelle au problème, et trouve un algorithme ultra-rapide de classement dans des catégories non prédéfinies. Il négocie par la suite un contrat de 950 000 $ entre AltaVista et l’École des mines. François Bourdoncle monte ensuite une équipe de recherche à l’École des mines de Paris, recrute son ami Patrice Bertin et quelques thésards. Toutefois, l’intérêt de AltaVista pour la technologie se dissipe, et Bourdoncle développe une nouvelle technologie de moteur de recherche qui lui permet de cofonder avec P. Bertin la société Exalead en 2000. Bourdoncle sera immédiatement PDG de la société, mais souhaite abandonner ses responsabilités administratives début 2008, restant toutefois directeur de la stratégie de la société.
Exalead est rachetée par la société Dassault Systèmes en juin 2010 pour 136 M€.
Depuis 2014, il est président de la société de conseil en stratégie numérique FB&Cie, et depuis 2017, il est également photographe d'art.
François Bourdoncle est élu membre de l'Académie des technologies en décembre 2016.

## Distinctions
François Bourdoncle a été classé parmi les dix meilleurs ingénieurs français pour 2005, selon le classement établi par L'Usine nouvelle,, Industrie et Technologies et le CNISF, et a obtenu le prix « entrepreneur. » Il est nommé chevalier dans l'ordre national du Mérite en 2007 et chevalier de la Légion d'honneur le 1er janvier 2009.
 Chevalier de l'ordre national du Mérite, en 2007
 Chevalier de la Légion d'honneur, le 1er janvier 2009